# Tulsita (Texas)
Tulsita es un lugar designado por el censo ubicado en el condado de Bee en el estado estadounidense de Texas. En el Censo de 2010 tenía una población de 14 habitantes y una densidad poblacional de 18,58 personas por km².

## Geografía
Tulsita se encuentra ubicado en las coordenadas 28°38′32″N 97°49′5″O / 28.64222, -97.81806. Según la Oficina del Censo de los Estados Unidos, Tulsita tiene una superficie total de 0.75 km², de la cual 0.75 km² corresponden a tierra firme y (0%) 0 km² es agua.

## Demografía
Según el censo de 2010, había 14 personas residiendo en Tulsita. La densidad de población era de 18,58 hab./km². De los 14 habitantes, Tulsita estaba compuesto por el 92.86% blancos, el 0% eran afroamericanos, el 0% eran amerindios, el 0% eran asiáticos, el 0% eran isleños del Pacífico, el 7.14% eran de otras razas y el 0% pertenecían a dos o más razas. Del total de la población el 7.14% eran hispanos o latinos de cualquier raza.